# Episodi di World of Winx (prima stagione)
La prima stagione del cartone animato World of Winx è stata trasmessa su Rai Gulp dal 28 gennaio al 7 febbraio 2017.
| nº | Titolo                            | Prima TV         |
| -- | --------------------------------- | ---------------- |
| 1  | Il ladro di talenti               | 28 gennaio 2017  |
| 2  | Nuovi poteri                      | 29 gennaio 2017  |
| 3  | La leggenda dell'uomo coccodrillo | 30 gennaio 2017  |
| 4  | Il mostro sotto la città          | 31 gennaio 2017  |
| 5  | Cercasi stilista                  | 1º febbraio 2017 |
| 6  | La settimana della moda           | 2 febbraio 2017  |
| 7  | Cuochi in gara                    | 3 febbraio 2017  |
| 8  | Lo sciamano                       | 4 febbraio 2017  |
| 9  | Sogni in frantumi                 | 5 febbraio 2017  |
| 10 | Acque pericolose                  | 5 febbraio 2017  |
| 11 | Ombre sulla neve                  | 6 febbraio 2017  |
| 12 | L'orologiaio                      | 6 febbraio 2017  |
| 13 | La caduta della regina            | 7 febbraio 2017  |

## Il ladro di talenti
Le Winx sono alla caccia di un ladro di talenti, e devono evitare di usare la loro magia per sembrare delle ragazze normali. Le sei fate, in qualità di ricercatrici di talenti per il talent show WOW, scoprono che Annabelle, una ragazza che lavora in una pasticceria, ha la stoffa per diventare una cantante. Come previsto dal format del programma televisivo, le Winx organizzano per Annabelle una serata al Frutti Music Bar dove la ragazza potrà esibirsi per la prima volta su un palco, e gli spettatori decreteranno con il loro voto se è talentuosa oppure no. Dopo la canzone di Annabelle e il riscontro del pubblico molto positivo, le Winx percepiscono un nuovo potere magico dovuto al fatto che sono riuscite a far avverare il sogno di Annabelle. Subito dopo però, mentre Annabelle è nel suo camerino, tutte le luci si spengono e la ragazza scompare nel nulla. Le Winx trovano Louise dietro le quinte, una collega di lavoro di Annabelle che aveva intenzione di rovinarle il suo sogno per invidia, ma nel frattempo la nuova star è minacciata da un'altra persona.

## Nuovi poteri
Bloom fa un brutto sogno in cui Annabelle è minacciata da delle ombre in una foresta tenebrosa. Per ritrovare la loro amica, scomparsa durante la sera della sua esibizione, Bloom, Flora e Tecna si fingono malate, mentre Stella, Aisha e Musa cercano di allontanare l'attenzione delle telecamere di WOW dalla missione segreta. Le Winx si recano nel camerino per cercare degli indizi e trovano un orecchino di Annabelle vicino a un mucchietto di polvere magica. Prima che due individui, anche loro alla ricerca di Annabelle, entrino nel camerino, le fate vengono improvvisamente richiamate in un portale magico. Le Winx acquistano un nuovo potere e finiscono nella foresta sognata da Bloom. In quel luogo salvano Annabelle dalle ombre minacciose e riattraversano il portale. Annabelle è in grado di passarci solo con la polvere magica raccolta da Tecna, ma quando le Winx vi escono si accorgono che la loro amica non è con loro.

## La leggenda dell'uomo coccodrillo
Un mostro marino leggendario rassomigliante a un coccodrillo attacca la baia di New York e Naoki, un ragazzo con talento per la tecnologia e in cerca della considerazione altrui, è il primo a notarlo. Le Winx si precipitano a New York non appena sentono della notizia ed entrano in contatto con Naoki. Costui, sentendosi inseguito, cerca di seminarle ma incappa nell'uomo coccodrillo, anch'esso intento a seguirlo ma con intenzioni malvagie. Le fate usano il loro nuovo potere per scacciare il mostro e salvare Naoki, dopodiché invitano il ragazzo a mettere in mostra il suo talento in WOW. Naoki allestisce un museo della fantascienza e ottiene un ottimo riscontro sia dai visitatori che dagli spettatori del talent show.

## Il mostro sotto la città
L'uomo coccodrillo ha perso uno strano orologio prima di dileguarsi. Ora è in mano alle Winx che cercano di scoprire come funziona e devono ancora proteggere Naoki da un eventuale ritorno del mostro. Grazie al loro nuovo amico le fate si liberano delle telecamere di Ace e si mettono alla ricerca dell'uomo coccodrillo nelle fogne di New York. Il mostro si palesa, ma non è interessato a Naoki, bensì all'orologio tenuto da Bloom. Le Winx attirano l'uomo coccodrillo in un'altra trappola in superficie dove sono sicure di catturarlo e usano come esca l'orologio. Anche facendo uso del nuovo potere le Winx non riescono a fermare il mostro, che si riprende l'orologio con il quale si apre un portale per fuggire. Tecna, che aveva applicato un rilevatore di posizione sull'oggetto, cerca di scoprire dove si trova, ma scopre che è nel mondo dei sogni.

## Cercasi stilista
Bloom incontra Annabelle in sogno e scopre che era entrata in contatto in precedenza con lo strano orologio. Le Winx si recano a Parigi dopo aver scoperto grazie al nuovo potere, che Stella sceglie di chiamare Dreamix, un nuovo talento della moda. Sophie, la ragazza in questione, non è mai soddisfatta dei suoi risultati e dopo una sfida con Stella impara a lasciarsi andare al divertimento. Quella sera, durante una sfilata organizzata dalla scuola di moda di Sophie, l'uomo coccodrillo torna dal mondo dei sogni per rapire la ragazza. Le Winx lo inseguono e lo mettono in fuga, salvando Sophie dal rapimento. Tuttavia, una volta tornate alla sfilata per la consueta premiazione di WOW, percepiscono Sophie chiamare aiuto dal mondo dei sogni e intuiscono che la ragazza che hanno davanti non è lei.

## La settimana della moda
Le Winx si introducono nella festa di apertura della settimana della moda per scovare la falsa Sophie; scoprono che è una creatura d'ombra, la quale attacca Bloom facendola cadere sulla torta della festa, e il giorno dopo la fata finisce su tutti i giornali. Le Winx non si scoraggiano e si mettono alla ricerca di un nuovo talento. Nadine, una ragazza molto abile a portare pile di fogli, ha la stoffa per diventare una modella e le Winx la aiutano a realizzare il suo sogno. La finta Sophie e un bodyguard, anche lui una creatura d'ombra, catturano Nadine sulla Torre Eiffel ma le Winx la salvano in tempo con il potere Dreamix, dopo aver interrotto bruscamente il collegamento con Ace. Le fate organizzano una sfilata sul posto per Nadine, che riceve l'approvazione del pubblico, e tornano nello studio di WOW per farsi scusare. Ace mette alla prova le Winx in discipline che non fanno per loro; solo Bloom supera la sfida ma fa cadere accidentalmente Ace mostrando a tutti che porta il parrucchino e viene licenziata.

## Cuochi in gara
Le Winx conoscono Lorelei, la sostituta di Bloom nella troupe di WOW, una ragazza prorompente ed esuberante che segue subito le fate nella ricerca del nuovo talento. Vincenzo, un giovane cuoco di un ristorante italiano di Gardenia, viene individuato dalle Winx come nuova promessa della cucina, ma è molto egoista e riversa inconsapevolmente i suoi difetti nella preparazione dei piatti. In una gara tra cuochi all'orto botanico di Gardenia, dove le Winx aiutano i concorrenti, Vincenzo migliora gradualmente con il sostegno di Flora e Tecna, e apprende che l'importante non è creare dei piatti belli, bensì dei piatti che rendano felici gli altri. Vincenzo vince la gara, ottiene l'approvazione del televoto di WOW e concorre per la finale del talent show. Nel frattempo Bloom si è dedicata alla ricerca dell'orologio magico in casa di Annabelle, da cui esce correndo un ragazzo misterioso. Bloom lo insegue ma viene seminata, e i due soggetti misteriosi le chiedono di seguirla.

## Lo sciamano
I detective Evans e Gomez interrogano Bloom sulla scomparsa di Annabelle e le mostrano di essere in possesso dell'orologio tecnomagico scomparso. La fata non rivela le informazioni sui poteri dell'orologio e sul ladro di talenti per non metterli in pericolo, e con l'aiuto di Roxy e Artù si libera di loro al Frutti Music Bar. Le Winx continuano la ricerca del talento con Lorelei. Una nuova visione Dreamix le conduce a Pechino, nel Palazzo della tigre di luce, dove sta per avere luogo la finale di un torneo di arti marziali alla quale prenderà parte la talentuosa Yu. Lorelei si caccia nei guai con le guardie di sicurezza e distoglie l'attenzione delle telecamere di WOW. Nel frattempo le Winx e Bloom, ben nascosta tra il pubblico, riescono a seguire meglio il combattimento tra Yu e il suo avversario Urban Shaman. A un certo punto dell'incontro lo sciamano teletrasporta se stesso e Yu all'esterno, le Winx li raggiungono ma non fanno in tempo a impedire che la ragazza venga portata nel mondo dei sogni.

## Sogni in frantumi
Le Winx catturano lo sciamano, che confessa loro di aver agito per conto della regina del mondo dei sogni e non sa perché è interessata a rapire i talenti. Mentre Lorelei distrae le Winx lo sciamano riesce a fuggire con le sue pietre magiche. Una nuova visione Dreamix indica alle Winx che il prossimo talento da cercare è Madelyn, una ragazzina di una ricca famiglia di Londra. Il sogno di Madelyn è suonare la chitarra elettrica ma solo il suo maggiordomo James la appoggia, i genitori invece vogliono che suoni il pianoforte e lei accondiscende ma svogliatamente. Stella fa in modo di allontanare Lorelei e le telecamere di WOW mentre le Winx si approcciano alla famiglia proponendosi come dog sitter. Madelyn si appresta ad esibirsi a un saggio di musica e Musa, Flora e Aisha la incontrano dietro le quinte. Musa la sprona ad inseguire il suo vero sogno e la ragazza, dopo averle mostrato la sua bravura con la chitarra, è pronta ad esibirsi con essa sul palco, ma lo sciamano si presenta per rapirla. Le Winx salvano Madelyn, che si esibisce e ottiene ottimi riscontri tra il pubblico di WOW e dai suoi genitori. Lo sciamano viene convocato nel regno dei sogni prima di essere riuscito a completare la sua missione. La regina è delusa da lui, pertanto si riprende le pietre magiche che gli aveva affidato e assegna il compito di fermare le Winx ai suoi guerrieri.

## Acque pericolose
Le Winx e Lorelei vanno alla ricerca del talento nella spiaggia di Santa Monica. Ace, ipnotizzato da un misterioso intruso nei camerini di WOW, mette in pericolo le cinque fate facendole fare una sfida pericolosa: dovranno raggiungere un isolotto in mezzo al mare prima di un gruppo di surfisti chiamati Squali. Lorelei preferisce usare un motoscafo per raggiungere la meta ma, prima di arrivarci, viene circondata da un brivido di squali. Come se non bastasse, anche i ragazzi che sfidavano le Winx si rivelano dei mostri del mondo dei sogni. I droni telecamera di WOW finiscono tutti in mare e le Winx possono trasformarsi e respingere i nemici. Lorelei assiste alla scena e chiama Ace al telefono per rivelargli che le Winx sono delle fate, ma lui, ancora sotto l'effetto dell'ipnosi, non le crede e la licenzia. Nel frattempo Bloom, Roxy e Artù pedinano Evans e Gomez finché un ragazzo misterioso ruba loro l'orologio tecnomagico. Le fate allora inseguono il ragazzo e lo accerchiano, e lui propone loro di aiutarle.

## Ombre sulla neve
Il ragazzo, di nome Jim, convince Bloom e Roxy di essere dalla loro parte e spiega loro che per riparare l'orologio tecnomagico dovranno rivolgersi a un eremita orologiaio sulle Alpi svizzere. Bloom e Jim, seguiti da Evans e Gomez, si recano in Svizzera per raggiungere l'orologiaio ma incontrano numerosi pericoli e vedono comparire un marchio magico, come se qualcuno non li volesse far proseguire. Anche le altre cinque Winx vanno in Svizzera per scovare il talento per WOW, temporaneamente condotto dall'assistente di Ace dopo che questi è rimasto frastornato dall'ipnosi. Il potere Dreamix conduce le fate da Silke, una ragazza appassionata di snowboard ma che ha ancora bisogno di accumulare esperienza. Aisha confida nella ragazza ma la mette in guardia dalla prova finale del torneo di snowboard, ritenendola troppo pericolosa per lei. Proprio durante il torneo appaiono le creature d'ombra intente a rapire Silke; le Winx le allontanano consentendo a Silke di gareggiare in tranquillità ma proprio nel mezzo della prova la ragazza rinuncia ad eseguire il salto mortale, riconoscendo di non essere ancora pronta. Nel frattempo Bloom e Jim raggiungono la torre dell'orologiaio, che li manda via senza nemmeno aprirgli la porta, e una schiera di nemici del regno dei sogni accerchia i due viaggiatori.

## L'orologiaio
Bloom è costretta a trasformarsi in fata e rivela la sua identità magica a Jim, Evans e Gomez, ma anche con il potere Dreamix non riesce a contrastare i mostri. Il ragazzo che li controlla, che sta agli ordini della regina, cattura Bloom e Jim e li porta nel mondo dei sogni. Prima di cadere nelle mani nemiche Bloom ha mandato una richiesta di aiuto alle altre Winx, e Silke, che rivela di essere la nipote dell'orologiaio, le accompagna da lui. Il vero talento di Silke è quello di riparare gli orologi, infatti è stata fin da piccola allieva di suo zio Werner, l'orologiaio eremita, però non è appassionata di quell'arte e per questo si è dedicata allo snowboard. Arrivate alla torre, in cui l'orologiaio si è barricato durante la battaglia, Evans e Gomez avvertono le ragazze che la loro amica Bloom è stata rapita. Musa trova a terra l'orologio tecnomagico rotto che Bloom voleva far riparare e grazie a Silke entrano nella torre dell'orologiaio. L'ingresso della torre è disseminato di trappole governate da un sofisticato meccanismo, ma Silke le disattiva abilmente e, all'arrivo di suo zio, gli presenta le Winx e i due detective. La giovane apprendista riesce anche a riparare l'orologio quando perfino suo zio si è arreso davanti alla sua natura bizzarra, e le Winx possono ora entrare nel mondo dei sogni.

## La caduta della regina
Arrivate nel mondo dei sogni, un luogo tetro e oscuro, le cinque fate inseguono l'uomo coccodrillo e finiscono in una foresta che si trasforma in labirinto magico senza via d'uscita. Flora prova a comunicare con gli alberi magici, soggiogati dal potere della regina, e capendo che le ragazze non hanno cattive intenzioni le lasciano andare. Bloom e Jim vengono portati al cospetto della regina, la quale ha rubato la voce di Annabelle e i talenti di tutti i ragazzi che ha rapito, e ha rinchiuso le giovani promesse in delle sfere appese a un alto albero. Bloom dice apertamente alla regina di non avere il diritto di rubare i talenti altrui e questa, scocciata, rinchiude anche la fata e le ruba il suo potere. Anche Jim viene catturato, ma riesce a slegarsi e a liberare Bloom, che vola ad aiutare le sue amiche che stanno combattendo contro la regina e i suoi scagnozzi. Messi alle strette, i mostri si dileguano e così anche la regina e lo sciamano si ritirano. Le Winx riportano tutti i talenti sulla Terra giusto in tempo per la finale di WOW, e arrivano in studio addirittura prima di Ace che le stava angosciosamente cercando. Nel frattempo nel mondo dei sogni il ragazzo che ha tradito Jim, che si scopre essere il pirata Spugna, chiede scusa al suo vecchio amico e viene perdonato, giacché quest'ultimo, ovvero Capitan Uncino ringiovanito, vuole riprendere il suo piano malvagio di conquistare l'Isola che non c'è.